# 縄文アソシエイツ
縄文アソシエイツ株式会社（Jomon Associates Inc.）は、東京都港区に本社を置く、エグゼクティブサーチファームである。設立は1996年で、創業者は古田英明。Amropの日本代表オフィス。

## 概要
外資系が中心であったエグゼクティブサーチ業界の中で、日系のエグゼクティブサーチファームとして設立。その背景から、顧客は日系企業が中心。ヘッドハンティングやエグゼクティブサーチといった概念に馴染みの薄かった日本の転職市場の中では、草分け的な存在。日経ビジネス、カンブリア宮殿等でも取り上げられた。
2,000件以上のサーチ実績を持ち、上場企業に対しても100人以上の役員をスカウトしている。LIXILがGE上席副社長であった藤森義明や、MonotaRO創業者の瀬戸欣哉を社長としてスカウトした際にも関わった。
経営者向けに各種セミナーも行っており、講師として數土文夫（元東京電力会長）、安岡正泰（安岡正篤の次男、思想家）、花房正義（元日立製作所取締役）、後藤卓也（元花王社長/会長）、石村和彦（元AGC社長/会長、産業技術総合研究所理事長）などを招いている他、全生庵で経営者向けの座禅会なども主催している。

## 主な関係者
- 佐藤英彦（社外監査役 - 元警察庁長官）
- アンドルー・ゴードン（顧問 - ハーバード大学教授）
- 木原誠二 （元コンサルタント - 衆議院議員、内閣官房副長官）[5]
- 水戸部優子 （元コンサルタント - 宝塚歌劇団卒業生、八洲学園大学学長）[6]
- 塚原敏夫（元コンサルタント - 上川大雪酒造代表取締役社長）[7]